# Сарек (национальный парк)
Национа́льный парк Сарек (швед. Sareks nationalpark) — национальный парк в коммуне Йокмокк лена Норрботтен, в провинции Лаппланд на севере Швеции. Он граничит с национальными парками Стура-Шёффаллет и Падьеланта. Национальный парк Сарек является популярным среди туристов и альпинистов (однако не подходит для начинающих).
Национальный парк по своей форме напоминает круг со средним диаметром около 50 километров. Сарек имеет только два моста; в нём отсутствуют проложенные маршруты. Кроме того, область, в которой он находится, является одной из самых дождливых в Швеции, что делает пешие прогулки по парку сильно зависимыми от погодных условий.
В национальном парке находятся восемь горных вершин высотой более 2000 метров, среди них вторая по высоте гора в Швеции — Сарекчокко. Подъём на неё занимает очень много времени, именно поэтому она остаётся практически неприступной.
На высоте 1800 метров над уровнем моря располагается обсерватория, построенная в начале 1900-х годов благодаря усилиям Акселя Гамберга.
В национальном парке Сарек есть около ста ледников. Вместе с несколькими другими национальными парками Швеции Сарек является старейшим национальным парком в Европе. Наряду с национальными парками Муддус, Падьеланта и Стура-Шёфаллет, а также природными резерватами Сьяунья и Стубба, Сарек входит в список всемирного наследия ЮНЕСКО с 1996 года, как часть Лапонии.
На территории национального парка зарегистрировано 380 видов сосудистых растений, 24 вида млекопитающих, 142 вида птиц, 2 вида рептилий и 12 видов рыб.

## Фотографии

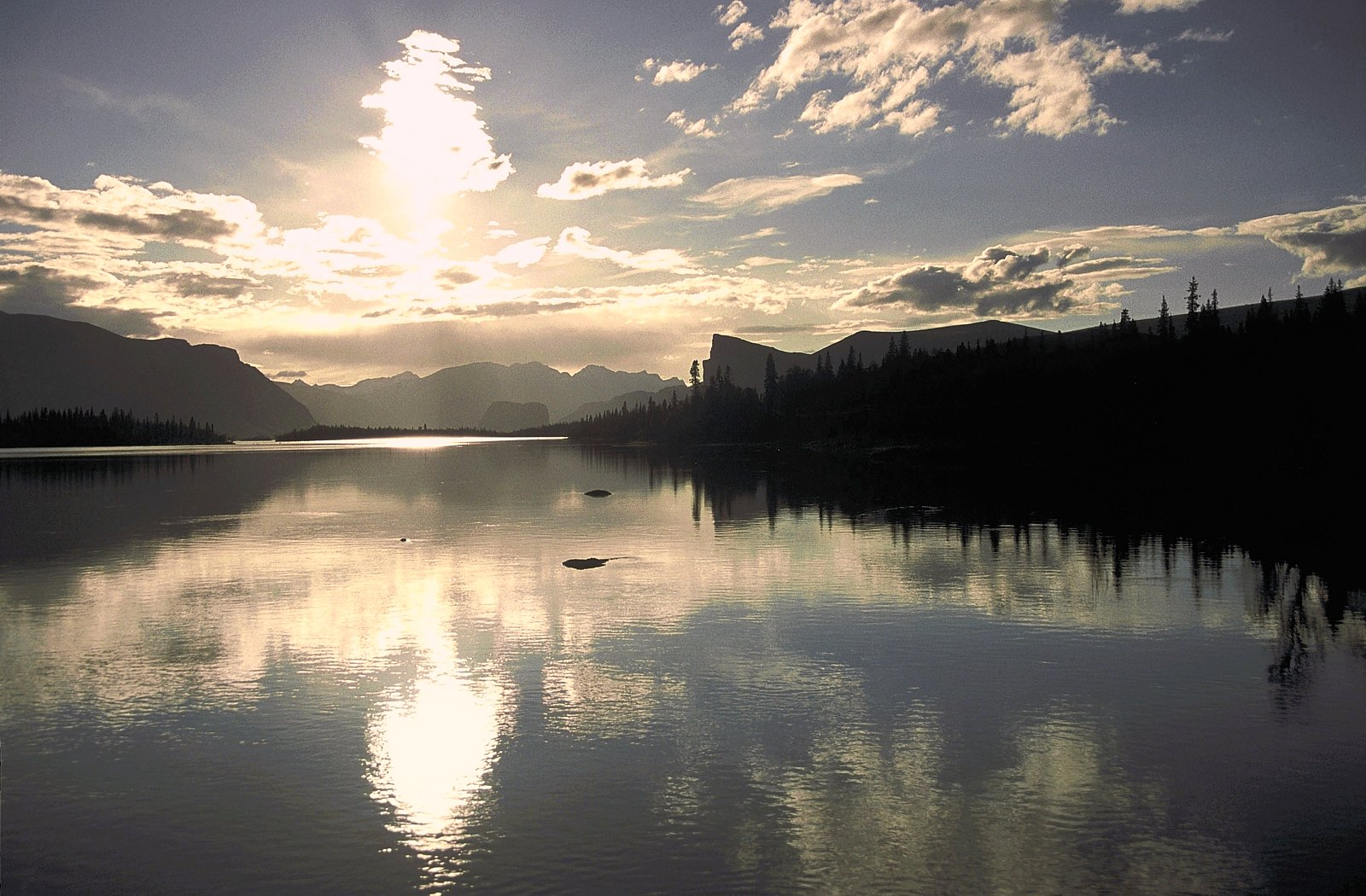
Берега озера Laitaure. Видны горы Tjahkkelij (слева) и Skierffe (в центре).
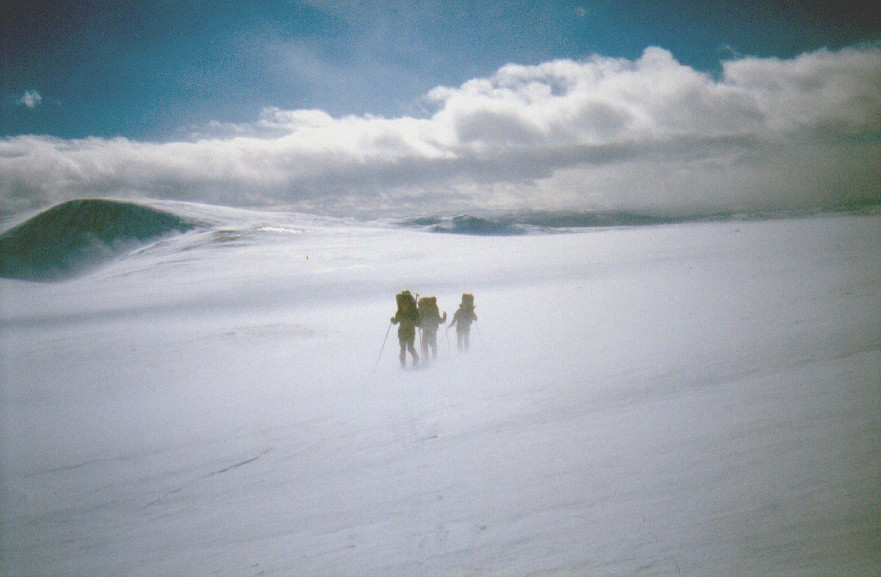
Люди, использующие лыжи для передвижения по глубокому снегу
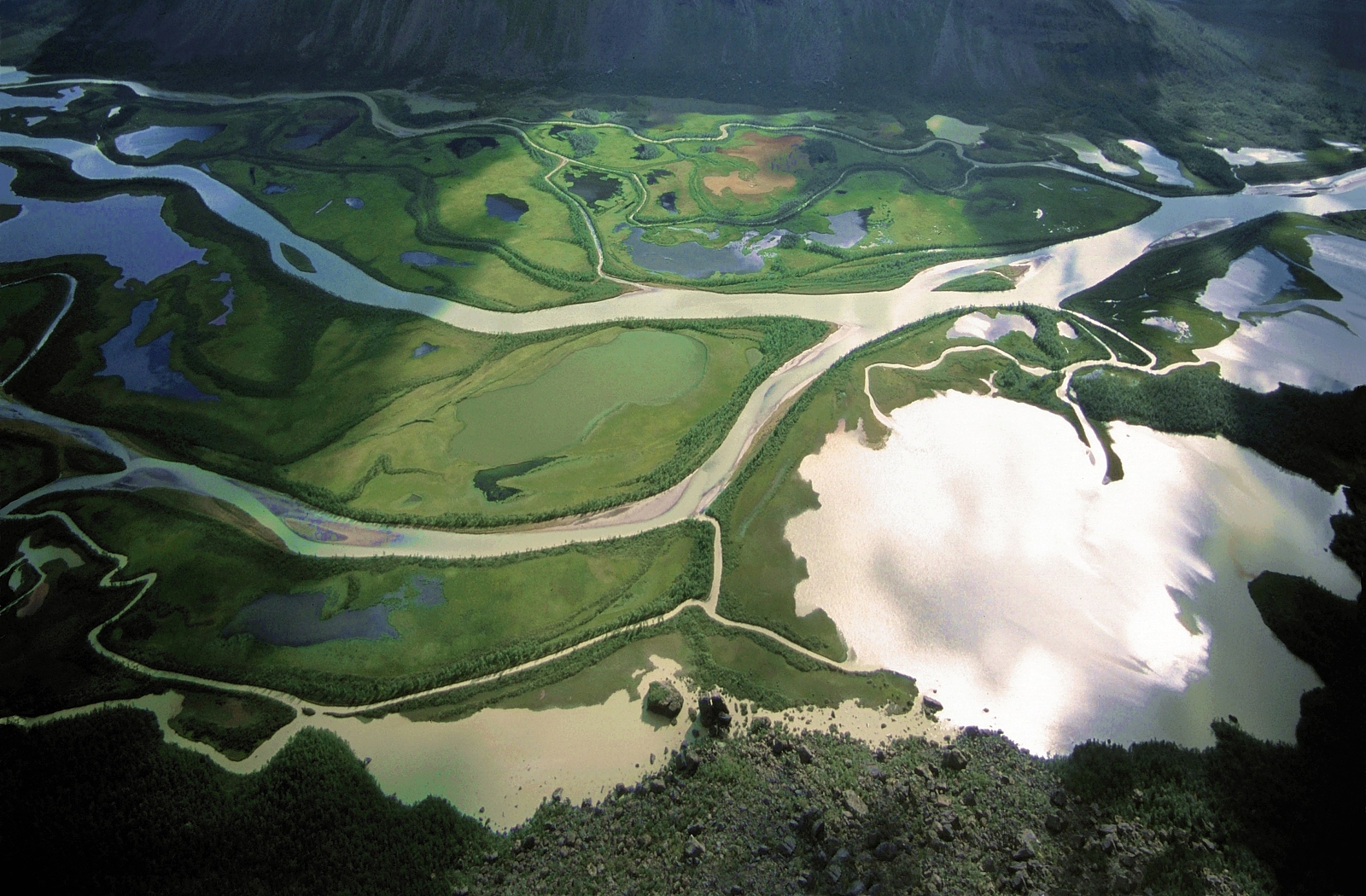
Дельта реки Сарек
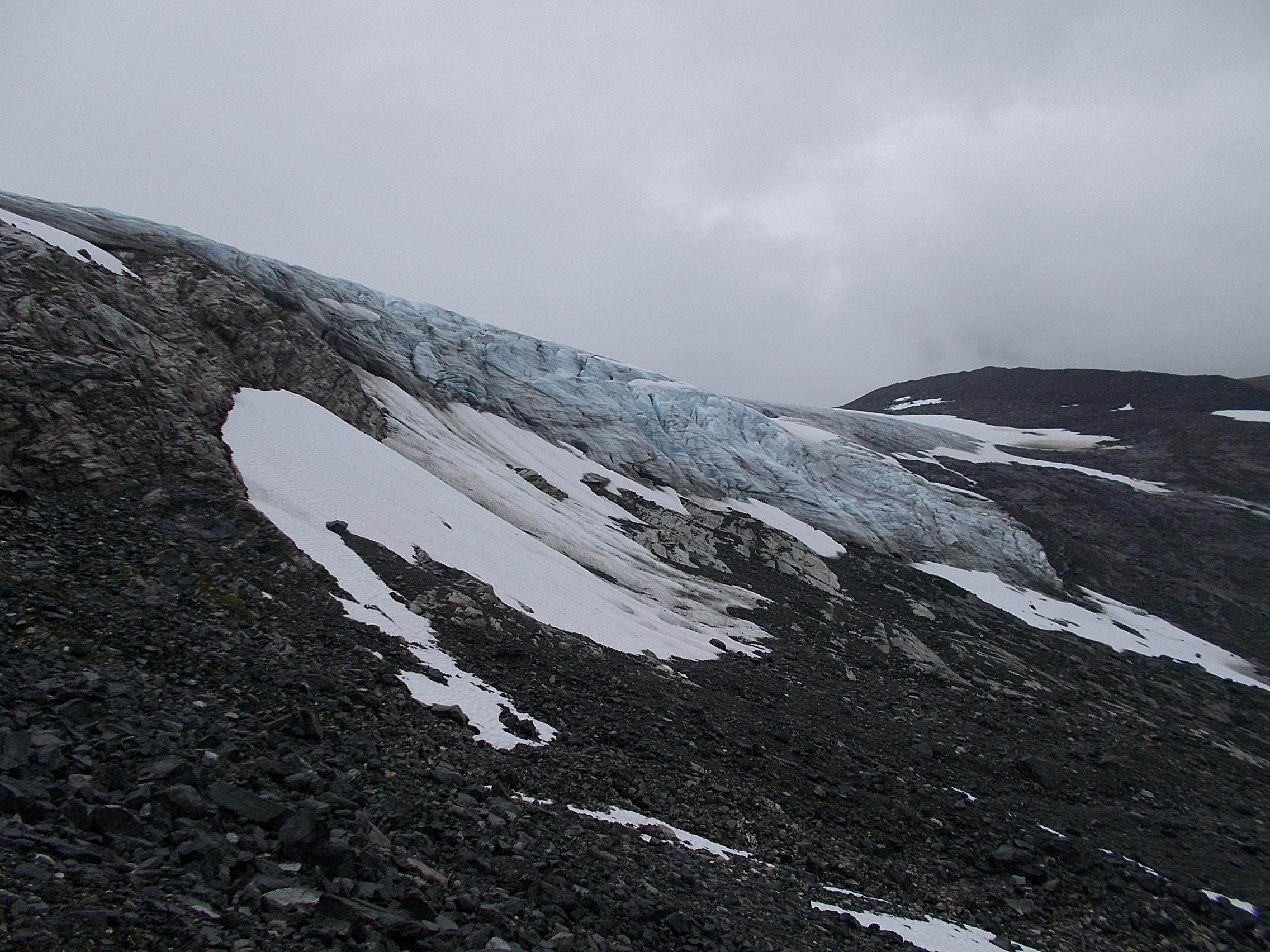
Южная сторона ледника Svenonius в национальном парке Сарек.